# 푸저우 지하철
푸저우 지하철(중국어 간체자: 福州地铁, 정체자: 福州地鐵)은 중화인민공화국 푸젠성 푸저우시의 도시 철도이다.

## 노선
- ● 푸저우 지하철 1호선
- ● 푸저우 지하철 2호선
- ● 푸저우 지하철 5호선
- ● 푸저우 지하철 6호선

## 같이 보기
- 지하철 목록